# Asplenium sciadophilum
Asplenium sciadophilum là một loài thực vật có mạch trong họ Aspleniaceae. Loài này được Proctor miêu tả khoa học đầu tiên năm 1965.